# Tolunay Kafkas
Tolunay Kafkas, né le 31 mars 1968 à Ankara, est un entraîneur et un ancien footballeur turc qui jouait au poste de défenseur.